# 劉寛夫
劉 寛夫（りゅう かんふ、生没年不詳）は、唐代の官僚。字は盛之。本貫は洺州永年県。

## 経歴
劉伯芻の子として生まれた。進士に及第し、諸府の従事を歴任した。宝暦2年（826年）、入朝して監察御史となった。まもなく左補闕に転じた。陳岵が『維摩経』に注釈をほどこして進上し、濠州刺史の官を得ると、寛夫は同僚たちとともにこれに反対し、敬宗を諫めた。

## 子女
- 劉允章（字は蘊中、鄂岳観察使・検校工部尚書、東都留守）[3][5]
- 劉煥章（字は文中）[3][1]
- 劉玄章（字は求中）[1]

## 伝記資料
- 『旧唐書』巻153 列伝第103
- 『新唐書』巻160 列伝第85